# Noord (Aruba)
Noord est une ville et un district d'Aruba, situé au nord de la capitale Oranjestad.

## Patrimoine
- L'église Sainte-Anne, construite entre 1914 et 1919.
- Le Phare California, conçu en 1910 par un architecte français et construit entre 1914 et 1916.
- La Chapelle Alto Vista, consacrée en 1750 et reconstruite en 1952.

## Plage
- La plage d'Arashi, haut-lieu pour la natation et la plongée en apnée.

## Personnalités liées à la commune
- Sidney Ponson, lanceur de différentes équipes en Ligue majeure de baseball.